# Lars Stjernkvist
Lars Gunnar Stjernkvist, född 27 april 1958 i Motala, Östergötlands län, är en svensk socialdemokratisk politiker.

## Biografi
Stjernkvist har avlagt högskoleexamen på linjen för offentlig förvaltning. Han var som ung ordförande i Östergötlands SSU-distrikt, och har arbetat som ledarskribent på bland annat Folkbladet.
Mellan 1991 och 1998 var Stjernkvist riksdagsledamot, för att därefter bli den förste generaldirektören för Integrationsverket 1998–1999.
Han utsågs 1999 till Socialdemokraternas partisekreterare, vilket han var till 2004. 2007 blev han kommunalråd i Norrköpings kommun där han är bosatt, och från 2010 till 2020 var han kommunstyrelsens ordförande. Sedan 2019 är Stjernkvist ordförande för branschorganisationen Avfall Sverige och sedan 2021 är han styrelseordförande för HSB Östra.
År 2002 skrev Stjernkvist en artikel i tidskriften Populär Historia om den socialdemokratiske politikern Nils Karleby.